# LHS 288
LHS 288 (Luyten 143-23 / GJ 3618 / L 143-23 / LTT 3946) é uma estrela anã vermelha que está localizada a 15,6 anos-luz do Sol, a mais próximo, na constelação de Carina. É demasiada fraca para ser vista a olho nu, com uma magnitude aparente de 13,92. Estudos recentes sugerem que pode abrigar um planeta com a massa de Júpiter. A estrela conhecida mais próxima de LHS 288 é Gliese 440, uma anã branca a 2,15 anos-luz dela.